# Lephana oedisema
Lephana oedisema là một loài bướm đêm trong họ Erebidae.